# Fiat Powertrain Technologies
Fiat Powertrain Technologies è stata una società dell'allora gruppo Fiat e dal 1º gennaio 2011 è la divisione che raggruppa tutte le attività relative ai motopropulsori e alle trasmissioni di FCA Italy (Fiat Powertrain), Centro Ricerche Fiat ed Elasis.

## Storia
La società è stata costituita nel marzo del 2005, a seguito dello scioglimento della precedente collaborazione con General Motors, attraverso la fusione delle attività motoristiche automobilistiche e industriali dell'allora Gruppo Fiat.

Il 1º gennaio 2011, a seguito della scissione parziale di Fiat Group che ha portato alla nascita del nuovo gruppo Fiat Industrial, dal 2013 CNH Industrial, le attività relative alla parte industrial & marine di Fiat Powertrain Technologies sono confluite nella nuova società FPT Industrial, controllata da Iveco.

## Prodotti
I prodotti della società, destinati alle società del gruppo Fiat Chrysler Automobiles e a terzi, coprono il settore automotive (autovetture e veicoli commerciali).

## Attività sportive

### FPT Racing
Dalla divisione dipende FPT Racing, attuale divisione corse di FCA Italy che si occupa dello sviluppo e della produzione dei motopropulsori per le competizioni sportive ufficiali delle vetture del gruppo (tra cui Alfa Romeo 156 S2000, Alfa 147 GTA Cup, Grande Punto Super 2000, Abarth Grande Punto), nonché dello sviluppo di kit speciali per le vetture di serie. L'ultimo ritrovato tecnologico che la Powertrain Racing ha sviluppato, è il motore FPT Racing 420F3, che le ha permesso di divenire il fornitore unico di propulsori per il campionato italiano di Formula 3.